# 네마토이다
네마토이다(Nematoida)는 선형동물문과 유선형동물문을 포함하는 동물 분류군의 하나이다.